# 11365 NASA
11365 NASA è un asteroide della fascia principale. Scoperto nel 1998, presenta un'orbita caratterizzata da un semiasse maggiore pari a 2,1834715 UA e da un'eccentricità di 0,1424341, inclinata di 2,85993° rispetto all'eclittica.